# Ahmed Khatib
Pour les articles homonymes, voir Khatib.
 (octobre 2019).
Ahmed al-Hassan al-Khatib (en arabe : أحمد الحسن الخطيب / Aḥmad al-Ḥasan al-Ḵaṭīb ; né en 1933 et mort en 1982) est un homme d'État syrien qui fut président de la Syrie du 18 novembre 1970 au 14 mars 1971.
En tant que président, il n'eut aucun pouvoir réel, c'était Hafez el-Assad qui venait de renverser Salah Jedid qui était l'homme fort du régime.
Ahmed Khatib était membre du parti Baas et exerça les fonctions de président de la Syrie pendant quatre mois, jusqu'au jour où Assad s'est nommé lui-même président de la République.